# Walter Brattain
Walter Houser Brattain (Kína, Amoy, 1902. február 10. – Seattle, Washington, 1987. október 13.) Nobel-díjas amerikai  feltaláló, fizikus.

## Élete és munkássága
A washingtoni Whitman Főiskolán, majd az oregoni és minnesotai egyetemeken tanult. 1928-1929 között a Szabványügyi Hivatal rádióosztálya, majd a Bell Telephone Laboratories kutató fizikusa volt. A második világháború alatt a Columbia Egyetemen a tengeralattjárók mágneses lokalizálásának kutatásaiban vett részt. 1952-1953 között a Harvard Egyetem vendégprofesszora volt. 1967-1972 között a Whitman Főiskola adjunktusa volt Walla Wallában. A szilárd testek felületi tulajdonságait, az anyagfelület atomos szerkezetét vizsgálta, amely rendszerint eltér az anyag belsejének szerkezetétől. Több szabadalma volt, számos cikket írt a szilárd testek fizikájáról. Alapvető kísérletében a szilícium félvezető és a ráhelyezett fémelektród között a feszültség a megvilágítás hatására változik, mivel betöltetlen elektronállapotok jönnek létre, s így változik a félvezető felületi töltése. Kísérlete bebizonyította Shockley elméletének helyességét a félvezető belsejébe behatoló külső elektromos térről. J. Bardeennel együtt felfedezte a tranzisztorhatást, s elkészítette az első tranzisztort. A technikában és a mindennapi életben is beláthatatlan távlatokat nyitó felfedezést 1948. június 17-én szabadalmaztatták. A fizikai Nobel-díjat 1956-ban kapta John Bardeennel és William B. Shockleyval együtt a tranzisztorok kifejlesztéséért és azok anyagául szolgáló félvezetők tulajdonságainak kutatásáért. A tranzisztorok azóta fényes karriert futottak be, méretük egyre csökkent, s az 1950-es évek végére szinte teljesen kiszorították az elektroncsöveket.